# 赤羽太郎
赤羽 太郎（あかばね たろう、1927年6月3日 - 1995年9月23日）は、日本の医学者(小児科学)。
長野県出身。旧制松本中学（長野県松本深志高等学校）、旧制松本高等学校理科を経て、昭和27年（1952年）旧制松本医科大学医学部卒業。同28年米国留学、同30年（1955年）信州大学助手、同38年（1963年）医学部助教授、同44年（1969年）教授、同63年（1988年）信州大学医学部附属病院長、平成元年（1989年）学長。

## 著書
- 「小児白血病の診療」 金原出版 1974年
- 「小児の白血病」 金原出版 1981年